# ОШ „Сутјеска” Земун
Основна школа "Сутјеска" налази се у улици Задругарска 1, у Земуну. Основана је  1964. године.
Наставу похађа 315 ученика распоређених у 18 одељења. Настава је кабинетског типа и одвија се у 16 учионица. Постоје два одвојена кабинета за информатику са двадесет рачунара. За потребе наставе физичког васпитања користе се две фискултурне сале и фудбалски терен у склопу школе.
Од првог разреда учи се француски, а од петог енглески језик. Школа је укључена у ДЕЛФ програм преко Француског института односно Француског министарства образовања, а сви наставници француског језика имају лиценцу за припремање и испитивање ученика у ДЕЛФ програму. Сваког новембра, организује се манифестација “Сусрет генерација”, а Пред нову годину у школи се организује маскенбал.
У школи је организован продужени боравак за ђаке од првог до четвртог разреда. Обезбеђење школе: школски полицајац и видео надзор.
Свечаном приредбом средином маја обележава се Дан школе ”Сутјеска”. 2019. године, директорка Јасмина Стојчић је подсетила многобројне госте да школа ради у континуитету од 1964. године и да успешно спроводи наставне и ваннаставне активности, потврђене многобројним наградама и успесима на такмичењима, а затим је награђеним ученицима и некадашњим радницима ове школе поделила дипломе и књиге. У холу школе изложени су радови најбољих ученика.
Школа "Сутјеска" је обухваћена пројектом “Ромски језик са елементима националне културе” који је реализовао Центар за едукацију Рома и етничких заједница уз финансијску подршку Фондације за отворено друштво Србија.